# Список керівників держав 827 року
Список керівників держав 827 року — це перелік правителів країн світу 827 року.
Список керівників держав 826 року — 827 рік — Список керівників держав 828 року — Список керівників держав за роками

## Європа
- Абхазьке царство — Леон II (768—828)
- Айлех — Ніалл Кайлле мак Аеда (823—846)
- Айргіалла — Гофрайд мак Фергус (825—835)
- Королівство Східна Англія — до 827 під владою Мерсії. Етельстан (827—839/845)
- Королівство Астурія — Альфонсо II (791—842)
- Перше Болгарське царство — Омуртаг (814—831)
- Брихейніог — Теудр II (805—840)
- Волзька Болгарія — Айдар (815—855)
- Венеційська республіка — дож Анджело Партичипаціо (809—827); Джустіньяно Партічипаціо (827—829)
- Вессекс — Еґберт (802—839)
- Візантійська імперія — Михаїл II Травл (820—829)
  - Неаполітанське герцогство — Стефан III (821—832)
- Королівство Гвент — Ідвалон ап Гургант (810—842)
- Гвікке — до 994 немає даних.
- Королівство Гвінед — Мерфин I (825—844)
- Дал Ріада — Енгус II (820—834)
- конунґ данів — Гаральд Клак (826—827); Горік I Старий (827—854)
- Дівед — міжцарствування. До 878 року невідомо.
- Конволл — король Гопкін ап Гернам (810—830)
- Ірландія — верховний король Конхобар мак Доннхада (819—833)
- Кахетія — Грігол (807—827); Ваче Квабулідзе (827—839)
- Карантанія — Етгар (820—828)
- Королівство Кент — Бальдред (823—827); Еґберт (827—839)
- Кордовський емірат — Абдаррахман II (822—852)
- Король Італії Лотар I (818—855)
  - Князівство Беневентське — Сіко I (817–832)
  - Сполетське герцогство — Адельчіс I (824—834)
  - Герцогство Фріульське — Бальдеріх (819—827); Унрух II (827—846)
- Ленстер — Муйредах мак Руадрах (818—829)
- Мерсія — Лудека (826—827); Віглаф (827—829)
- Морганнуг — Ріс ап Артфел (825—856)
- Коннахт — Діармайт (818—833)
- Мунстер — Фейдлімід мак Кремганін (821?—847)
- Королівство Наварра — Ініго I (824—851/852)
- Німеччина:
  - Герцогство Баварія — Людовик I Благочестивий (817—829)
  - Архієпископ Зальцбурга — Адальрам (821—836)
- Король піктів — Енгус II (820—834)
- Королівство Нортумбрія — Енред (810—840/841)
- Королівство Повіс — Кінген II (808—854)
- Сейсіллуг — Дівнуал ап Артен (807? —850?)
- Стратклайд — Думнагуал ап Кінан (816—850)
- Улад — Муйредах мак Еохада (825—839)
  - Конайлле Муйрхемне — Спелан мак Слуагадайг (792—824)
  - Ві Ехах Кобо — Кернах мак Брессайл (825—853)
- Король Міде — Конхобар мак Доннхада (803—833)
- Франкське королівство — Людовик I Благочестивий (814—840)
  - Графство Арагон — Гарсія I Галіндес (820—834)
  - Герцогство Васконія — герцог Аснар Санш (819—836)
  - Бретонська марка — Ламберт I Нантський (818—831)
  - Графство Тулуза — Беренгер (816—835)
  - Урхельське графство — Аснар I Галіндес (820—839)
- Хозарський каганат — Ханукка (825—840)
- Швеція — ?
- Святий Престол; Папська держава — папа римський Євгеній II (824—827); Валентин (827); Григорій IV (827—844)
- Вселенський патріарх — Антоній I Кассімата (821—837)
  - Тбіліський емірат — Мухаммад I ібн Атаб (813—829)

## Азія
- Близький Схід:
  - Багдадський халіфат — Абдуллах аль-Мамун (813—833)
    - Вірменський емірат — Абд аль-Ала ібн Ібрагім (826—827); Мухаммед ібн Хумайд ат-Тусі (827—828)
    - Дербентський емірат — під владою хозар (797—869)

  - Зіядіди — Мухаммед ібн Зіяд (818—859)
- Індія:
  - Західні Ганги — Рачамалла I (816—843)
  - Камарупа — Харджджараварман (815—832)
  - самраат Кашмірської держави Санграмапіда II (825—832)
  - Імперія Пала — Девапала (810—850)
  - Династія Паллавів — Нандіварман III (825—869)
  - Держава Пандья — Шрімара Шріваллабха (815—862)
  - Раджарата — раджа Аггабодхі VIII (816—827); Даппула III (827—843)
  - Раштракути — Амогаварша (814—878)
  - Саканбарі — нріпа Говіндараджа I (809—836)
  - Східні Чалук'ї — Віджаядітья II (808—847)
- Індонезія:
  - Матарам — Самаратунгга (819—838)
  - Шривіджая — до 832 невідомо
- Китай:
  - Династія Тан — Цзін-цзун (824—827); Вень-цзун (827—840)
  - Тибетська імперія — Ралпачан (815/817-841)
- Наньчжао — Мен Цюаньфен'ю (823—859)
- Корея:
  - Об'єднана Сілла — ісагим (король) Хиндок (826—836)
  - Пархе — Сон (818—830)
- Паган — король Со Кін Ніт (802—829)
- Персія:
  - Тахіриди — Талха ібн Тахір (822—828)
- Середня Азія:
  - Киргизький каганат — каган Ажо (820-840)
  - Уйгурський каганат — каган Касар-каган (824—832)
- Кхмерська імперія — Джаяварман II (802—850)
- Японія — Імператор Дзюнна (823—833)

## Африка
- Аксумське царство — Ведем Асфаре (802—832)
- Аббасиди — Абдуллах аль-Мамун (813—833)
  - Берегвати — Іл'яс ібн Саліх (792—842)
  - Некор (емірат) — Саліх II ібн Саїд (803—864)
- Ідрісиди — Ідріс II (791—828)
- Макурія — Йоанн (822—850)
- Мідрариди — Мідрар ібн Яса (824—867)
- Рустаміди — Афлах ібн Абд аль-Ваххаб (823—872)

## Північна Америка
- Царство К'анту — К'ініч-Тооб'іль-Йо'паат (804—830)
- Шукуупське царство — Укіт-Тоок (810? — 830)